# Уватський район
Уватський район (рос. Уватский район) — адміністративний район в складі Тюменської області, Росія. 
Адміністративний центр — село Уват.

## Географія
Найпівнічніший район півдня Тюменської області.
Загальна площа його території становить 48320,9 км. Межує на півночі і північному сході з Ханти-Мансійським автономним округом, на південному заході з Тобольським районом, на півдні - з Вагайським районом  і Омською областю, на невеликій частині на сході - з Томською областю.
Уватський район є єдиним на півдні області районом, прирівняним до районів  Крайньої Півночі. 

## Населення
Населення  - 19 177 осіб.
Національний склад
Росіяни (85% від загальної чисельності населення), татари (5,2%), українці (3,4%), білоруси (1,2%), корінні нечисленні народи півночі - ханти, мансі (0,7%). 

## Економіка
Базовим сектором економіки району є нафтовидобуток. Загальний обсяг запасів вуглеводневої сировини на території району оцінюється в 1,2 млрд тонн нафти.